# カルノー石
カルノー石(Carnotite)は、カリウム-ウラン-バナジン酸塩の放射性鉱物で、組成はK2(UO2)2(VO4)2·3H2Oである。含水量は可変で、しばしば少量のカルシウム、バリウム、マグネシウム、鉄、ナトリウムを含む。

## 産出

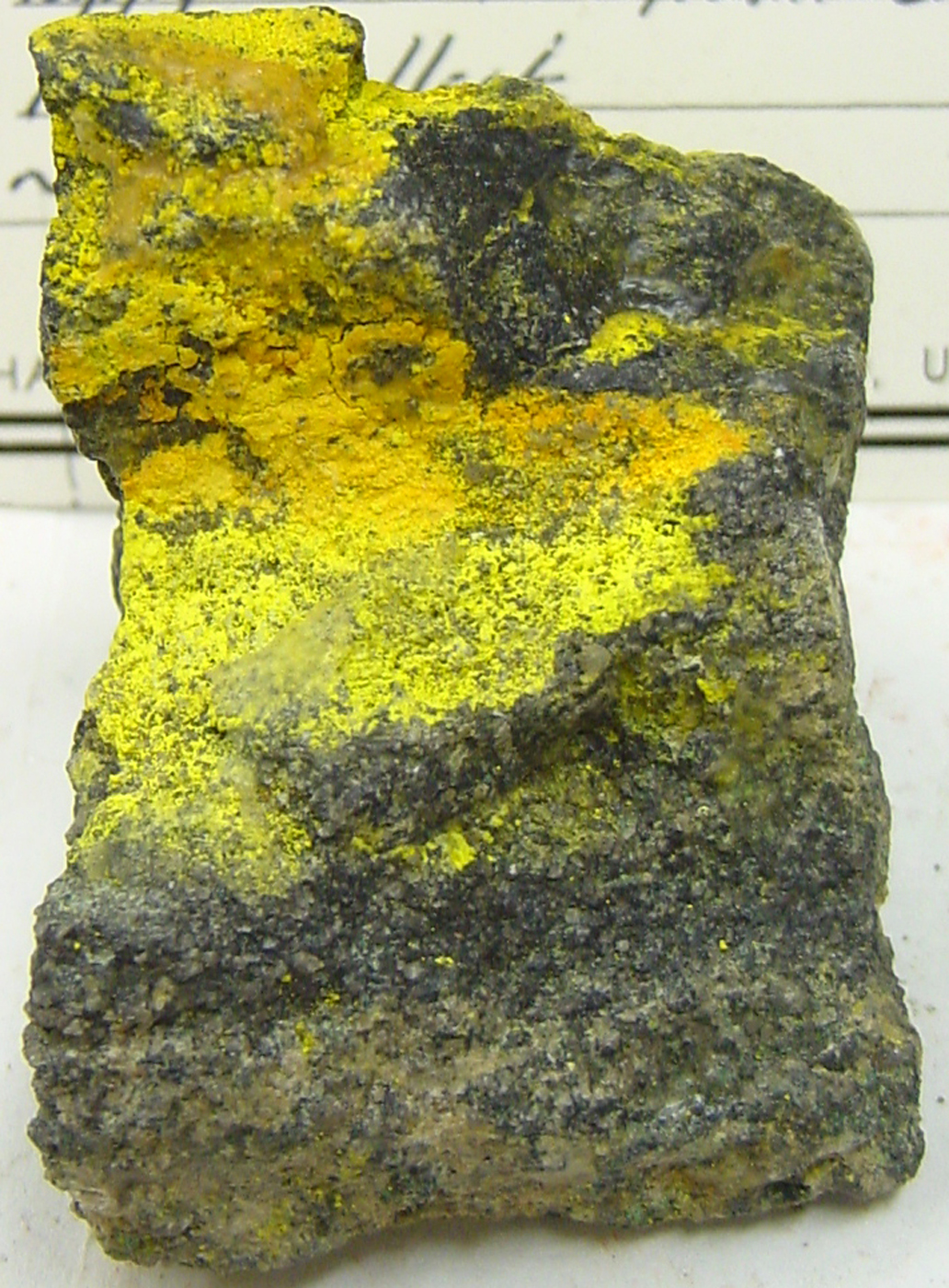
ユタ州のハッピージャック鉱山で産出したカルノー石

カルノー石は、明るい黄色から黄緑色で、通常は砂岩の塊か薄片として産出する。1%程度の量で、砂岩が明るい黄色になる。ウランの含有量が高いため、カルノー石は重要なウラン鉱石であり、それ自体放射性である。乾燥気候の堆積岩で見られるバナジウムとウランの二次鉱物である。
アメリカ合衆国ではコロラド高原に砂岩として分布する重要なウラン鉱石であり、特に埋もれ木の回りに集中している。アメリカ合衆国内では、ワイオミング州、コロラド州、アリゾナ州、ユタ州でも産出する。さらにはニューメキシコ州グランツ、ペンシルベニア州カーボン郡でも産出する。
カルノー石は、コンゴ民主共和国、モロッコ、オーストラリアのラジウムヒル、カザフスタンでも報告されている。パキスタンでは、カラク地区の中新世後期の地層から産出する。

## 発見と命名
カルノー石は、1899年にフランスの科学者であるM. M. C. FreidelとE. Cumengeがコロラド州モントローズ郡のロック川で発見したまのが最初に記載された。
フランスの鉱物学者マリー・アドルフ・カルノーに因んで命名された。

## 関連する鉱物
マーガリタサイト((Cs,K,H3O)2(UO2)(VO4)2·H2O)、ツヤムン石(Ca(UO2)2(VO4)2·5-8H2O)等、いくつかの関連する鉱物がある。